# Lâm nghiệp

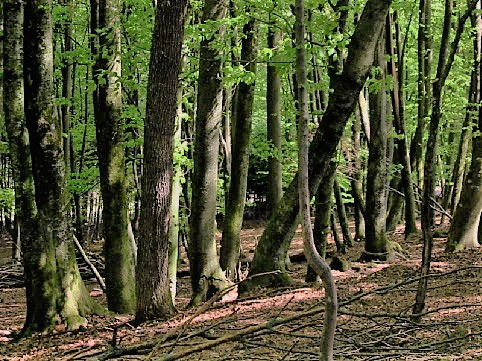
Rừng Dẻ gai châu Âu tại Slovenia

Lâm nghiệp là ngành sản xuất vật chất độc lập của nền kinh tế quốc dân có chức năng xây dựng rừng, quản lý bảo vệ rừng, khai thác lợi dụng rừng, chế biến lâm sản và phát huy các chức năng phòng hộ văn hóa, xã hội,... của rừng.

## Khái niệm lâm nghiệp
Để đi đến khái niệm về ngành lâm nghiệp, trên thực tế đã có nhiều quan điểm:
- Quan điểm thứ nhất: Cho rằng lâm nghiệp là một ngành sản xuất vật chất trong nền kinh tế quốc dân có chức năng xây dựng và quản lý bảo vệ tài nguyên rừng.
- Quan điểm thứ hai: Cho rằng lâm nghiệp là một ngành sản xuất vật chất đặc biệt không chỉ có chức năng xây dựng, quản lý, bảo vệ rừng mà còn có chức năng khai thác sử dụng rừng.
- Quan điểm thứ ba: Xuất phát từ thực trạng quản lý ngành lâm nghiệp và đứng trên giác độ khép kín của quá trình tái sản xuất thì lâm nghiệp là một ngành sản xuất vật chất ngoài chức năng xây dựng rừng, quản lý bảo vệ rừng, khai thác vận chuyển và chế biến lâm sản.

## Lịch sử
Ngay từ buổi đầu của lịch sử, con người đã lấy từ rừng các thức ăn, chất đốt, vật liệu phục vụ cuộc sống; rừng được coi là cái nôi sinh ra và là môi trường sống của con người. Đến thế kỷ 17, hệ thống quản lý rừng được ra đời tại châu Âu, đánh dấu một xu hướng mới trong việc khai thác tái tạo tài nguyên rừng. Khai thác, lợi dụng và tái tạo tài nguyên rừng ngày càng phát triển để đáp ứng nhu cầu ngày càng cao của xã hội luôn đòi hỏi phải có hệ thống quản lý rừng thích hợp. Hai quá trình này phát triển ngày càng cao và dần dần hình thành ngành lâm nghiệp. Ngành lâm nghiệp ra đời ngày càng có vị trí quan trọng trong phát triển kinh tế-xã hội của mỗi quốc gia. Như vậy lâm nghiệp ra đời xuất phát từ nhu cầu thực tiễn của xã hội đối với rừng và vai trò của xã hội đối với rừng thông qua chức năng quản lý, gìn giữ và phát triển rừng.

## Vai trò của các loại rừng
Lâm nghiệp là một ngành sản xuất vật chất đặc biệt. Nói đến lâm nghiệp trước hết phải nói đến vai trò của rừng trong nền kinh tế quốc dân và trong đời sống xã hội. Trong luật Bảo vệ và phát triển rừng có ghi "Rừng là tài nguyên quý báu của đất nước, có khả năng tái tạo là bộ phận quan trọng của môi trường sinh thái, có giá trị to lớn đối với nền kinh tế quốc dân, gắn liền với đời sống của nhân dân với sự sống còn của dân tộc". Có thể tóm tắt một số vai trò chủ yếu sau:

### Vai trò cung cấp
- Cung cấp lâm sản, đặc sản cây công nghiệp phục vụ cho nhu cầu tiêu dùng xã hội, trước hết là gỗ và lâm sản ngoài gỗ.
- Cung cấp thực vật là đặc sản phục vụ nhu cầu tiêu dùng của các tầng lớp dân cư.
- Cung cấp nguyên liệu cho công nghiệp nông nghiệp, xây dựng cơ bản.
- Cung cấp các dược liệu quý phục vụ nhu cầu chữa bệnh và nâng cao sức khỏe cho con người.
- Cung cấp lương thực, nguyên liệu chế biến thực phẩm... phục vụ nhu cầu đời sống xã hội.

### Vai trò phòng hộ, bảo vệ môi trường sinh thái
- Phòng hộ đầu nguồn, giữ đất, giữ nước, điều hòa dòng chảy, chống xói mòn rửa trôi thoái hóa đất, chống bồi đắp sông ngòi, hồ đập, giảm thiểu lũ lụt, hạn chế hạn hán, giữ gìn được nguồn thủy năng lớn cho các nhà máy thủy điện.
- Phòng hộ ven biển, chắn sóng, chắn gió, chống cát bay, chống sự xâm nhập của nước mặn...bảo vệ đồng ruộng và khu dân cư ven biển...
- Phòng hộ khu công nghiệp và khu đô thị, làm sạch không khí, tăng dưỡng khí, giảm thiểu tiếng ồn, điều hòa khí hậu tạo điều kiện cho công nghiệp phát triển.
- Phòng hộ đồng ruộng và khu dân cư: giữ nước, cố định phù sa, hạn chế lũ lụt và hạn hán, tăng độ ẩm cho đất...
- Bảo vệ khu di tích lịch sử, nâng cao giá trị cảnh quan và du lịch...
- Rừng còn là đối tượng nghiên cứu của nhiều lĩnh vực khoa học, đặc biệt là nơi dự trữ sinh quyển bảo tồn các nguồn gen quý hiếm.

### Vai trò xã hội
Là nguồn thu nhập chính của đồng bào các dân tộc miền núi, là cơ sở quan trọng